# Oscinimorpha
Oscinimorpha is een vliegengeslacht uit de familie van de halmvliegen (Chloropidae).

## Soorten
- O. albisetosa (Duda, 1932)
- O. arcuata (Duda, 1932)
- O. koeleriae (Nartshuk, 1970)
- O. longirostris (Loew, 1858)
- O. minutissima (Strobl, 1900)
- O. novakii (Strobl, 1893)
- O. obliqua (Macquart, 1835)
- O. sordidissima (Strobl, 1893)
- O. strobli (Czerny in Czerny & Strobl, 1909)